# 僕は子羊?!
僕は子羊?!（ぼくはこひつじ）は1999年8月27日にメイビーソフトより発売された18禁恋愛アドベンチャーゲームである。

## 概要
主人公は通っている学園独特の「儀式」が、教師だけのものだということに反発した生徒会長以下生徒会と、教師が争奪戦を繰り広げていき、残る対象である主人公を懸ける争奪戦に、主人公は巻き込まれていく。主人公は恋心を抱いている同級生に対して告白するため、2週間後の同級生の誕生日まで相手の好きなものを見つけ、それをあげると同時に告白しようとしているが、それをするには争奪戦を掻い潜りながら見つけなければならない。双方から性的なことをされる度に性に目覚めていくが、性に興味をもたないようにしなければならなく、同級生と恋愛を成就させるまでにどちらかの手に落ちれば、ゲームオーバーである。

## ストーリー
ミッション系で全寮制の聖エマニエル学園は「万物に愛を」を校訓としているが、学園には別の顔があった。「謝肉祭」とよばれる年1度極秘に行われる儀式。それは7人の可愛い新入生を生贄として選び、捕まえた新入生には何をしてもいいというもの。学園の教師だけが行える伝統的なストレス解消法だったが、それを知った生徒会長の京極院夏江は「先生方だけ楽しむのはずるいですわ」と反発した。そしていつしか生徒会と教師の争奪戦へと変貌する。両側ともに3人ずつ捕まえており、それぞれ既に自由に事を受けている。残るは一番人気だった田島晴。彼を巡ってかつてない争奪戦が始まる。

## 登場キャラクター
田島 晴（たじま はる）
主人公。聖エマニエル学園の新入生で、奇しくも年1度新入生から選ばれる「儀式」の生贄に選ばれてしまう。それを知らない晴は、恋心を抱いている同級生に告白するため、その同級生の好きなものを相手の誕生日までに見つけようと奮闘する。線が細い性格。純真無垢でもあるため幼稚な罠に引っ掛かり易く、その度に教師や生徒会の人に性的なことをされてしまう。性知識については皆無で欲もほぼなし。晴という女性のような名前だがれっきとした男性。
堀田 美貴子（ほった みきこ）
ヒロイン。聖エマニエル学園の新入生で晴の同級生で晴が恋心を抱いている相手。スポーツ万能で学園ではミニアイドル的な存在。
京極院 夏江（きょうごくいん なつえ）
聖エマニエル学園の生徒会長。儀式「謝肉祭」のことを知り「先生方だけ楽しむのはずるいですわ」と反発、自らも謝肉祭に参加する。家は名門だという。
根本 ゆかり（ねもと -）
聖エマニエル学園の化学部部長。マッドサイエンティストでありよく実験室で怪しい薬品を作っている。年齢不相応な少女体型をしているため、他生徒の中には恋心を抱いている者もいるようだが、本人は劣等感をもっている。晴の考えが変われば変心する。
シスター・マリ
聖エマニエル学園の教師。教務主任で「謝肉祭」での教師側ボス。
シスター・ユキ
聖エマニエル学園の教師。運動が好きなこともあって体育教師をしている。修道女だがミサ嫌い。「謝肉祭」についてよく思っておらずどちらかというと争奪戦を掻い潜っている晴の味方。

## スタッフ
- シナリオ:若狭将仁
- 原画:まめ
- 音楽:KIRIKO/HIKO Sound